# كاسي اندروز
كاسي اندروز (بالإنجليزية: Cassie Andrews)‏ هي متزلجة فنية أمريكية، ولدت في 16 نوفمبر 1993 في غرينفيلد في الولايات المتحدة.

## وصلات خارجية
- كاسي اندروز على موقع الاتحاد الدولي للتزلج (الإنجليزية)
- كاسي اندروز على موقع الاتحاد الدولي للتزلج (الإنجليزية)